# نادي فاماليساو
نادي فاماليساو هو نادي كرة قدم برتغالي من مدينة فيلا نوا د فاماليساو.تأسس النادي في 21 أغسطس 1931.